# Констанция Французская (дочь Людовика VI)
Констанция Французская (фр. Constance de France; около 1128 или 1126 — 16 августа 1180 или 1190, Реймс) — дочь французского короля Людовика VI Толстого и Аделаиды Савойской.

## Биография
В феврале 1140 года Констанция была выдана замуж за Евстахия IV Булонского, графа де Мортена, сына и наследника Стефана Блуаского, короля Англии. Этот брак был призван укрепить англо-французский союз, направленный против анжуйского графа Жоффруа V Плантагенета, претензии которого на Нормандию грозили серьёзно ослабить англонормандскую монархию и влияние короля Франции в регионе. В начале 1140 года Констанция прибыла в Англию, где в это время разворачивалась гражданская война между силами короля Стефана и сторонниками анжуйцев. Известно, что вскоре после прибытия в Лондон Констанцию захватил Жоффруа де Мандевиль, граф Эссекс, один из наиболее влиятельных английских баронов, который пытался, используя Констанцию, выбить у короля новые пожалования земель и должностей. Констанция некоторое время силой удерживалась в Тауэре, пока не была освобождена по требованию короля.
Брак Констанции и Евстахия Булонского оказался бездетным. 17 августа 1153 года Евстахий погиб, и Констанция вернулась во Францию. Уже спустя год, 10 августа 1154 года она вышла замуж за Раймунда V, графа Тулузского, крупнейшего феодала Юго-Западной Франции. Этот союз также оказался недолговечным: в 1165 году Раймунд и Констанция развелись по неизвестным причинам. Позднее Раймунд V женился на польской принцессе Рыксе Силезской, вдове Раймунда Беренгера II, графа Прованса.
Развод Констанции и Раймунда V был, по всей видимости, скандальным. В своём письме брату Людовику VII, королю Франции, Констанция писала, что Раймунд выгнал её безо всякого содержания, и графиня была вынуждена искать приют в деревне у простого рыцаря, поскольку у неё не было ни еды, ни денег ни для себя, ни для своих слуг. Вскоре она вернулась ко двору Людовика VII, где и оставалась до своей смерти в 1180 году. В последние годы жизни Констанция стала пользоваться титулом графини де Сен-Жиль и занималась благотворительностью в пользу церкви. Известны пожалования, сделанные Констанцией аббатству Монмартр и Ордену тамплиеров. В своём имении Ла-Кё-ан-Бри Констанция для защиты от нападений графов де Мо выстроила величественный донжон, до настоящего времени, однако, не сохранившийся. Возможно также, что во владении графини находился городок Монтрёй-су-Буа (на территории современного департамента Сена-Сен-Дени).
С именем Констанции также связана ещё одна легенда: будто бы после изгнания из Тулузы графиня укрылась в городе Бюрла (современный департамент Тарн), и некоторое время содержала там так называемый «Двор любви», воспетый трубадуром Арно де Марёем. Ей также приписывается возведение «Павильона Аделаиды» в Бюрла, где воспитывалась в младенчестве юная дочь Констанции. С учётом того, что Бюрла в середине XII века не принадлежал графам Тулузы, а находился во владении дома Тренкавелей, факт пребывания Констанции в Бюрлате окончательно не подтверждён. Дочь Констанции Аделаида, однако, действительно позднее вышла замуж за представителя рода Тренкавелей.

## Браки и дети
- Замужем первым браком (февраль 1140 года) за Евстахием IV (1130—1153), графом де Мортен и графов Булонским, сыном короля Англии Стефана Блуаского. Детей не имели.
- Замужем вторым браком (с 10 августа 1154 года) за Раймундом V (1134—1194), графом Тулузским. Их дети:
  - Раймунд VI (1156—1222), граф Тулузский (с 1194), организатор сопротивления Альбигойскому крестовому походу;
  - Тайлефер Тулузский (1157—1183), женат на Беатрисе д’Альбон, дофине Вьеннской, потомства не оставил;
  - Аделаида Тулузская (ум. после августа 1199), замужем за Роже II Транкавелем, виконтом Альби, Безье и Каркассона;
  - Бодуэн Тулузский (1165 — 12 марта 1214), казнён по приказу Раймунда VI за предательство (перешел к Симону IV де Монфор).